# Asotana splendida
Asotana splendida là một loài chân đều trong họ Cymothoidae. Loài này được Leigh-Sharpe miêu tả khoa học năm 1937.